# Nafaanra
Nafaanra är ett senufospråk som talas i nordvästra Ghana längs gränsen till Elfenbenskusten öster om Bondouko av ungefär 61 000 talare (GILLBT 2003). Talarna kallar sig själva för nafanafolket, men andra kallar dem banda eller mfantera. Som övriga senufospråk är nafaanra ett tonspråk.

## Geografi och demografi
Väster om det område där nafaanra talas finns det talare av kulangospråk, medan talare av gurspråket deg och kwaspråket gonja finns i norr och öster. Den närmaste grannen i öster är dock mandespråket ligbi. Sydöst och söder om nafaanra och ligbi talas akanspråket och abronspråket.

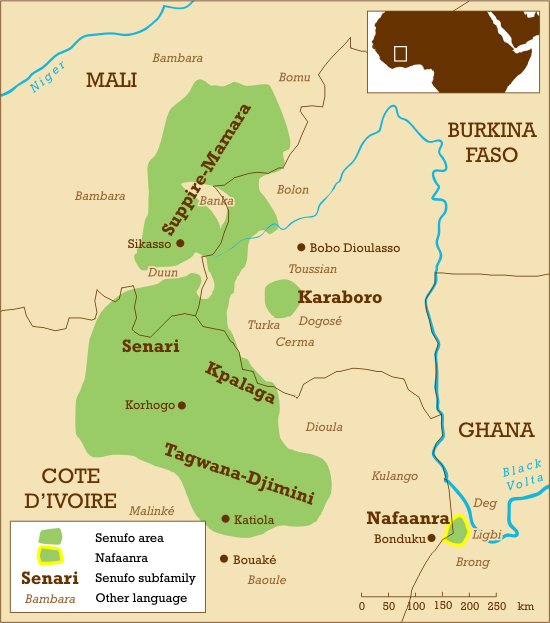
Nafaanra, några grannspråk och andra senufospråk.

Folket nafana bor i det nordvästra hörnet av regionen Brong-Ahafo i Ghana, mestadels i Sampa (huvudorten i distriktet Norra Jaman) och Banda. Enligt Jordan finns det två dialekter av nafaanra: pantera som talas i Banda och fantera som talas i Sampa. Enligt Bendor-Samuel är 79% av orden på Swadeshlistan i de två dialekterna rotbesläktade ord. Banda-dialekten anses central. Benämningarna 'fantera' och 'pantera' är exonymer (används av andra än talarna själva), och anses nedsättande av nafanafolket.
Enligt nafanafolkets tradition kommer de från Elfenbenskusten, från en by som hette Kakala. Enligt Jordan bor enligt nafanafolkets muntligt traderade historia några av deras folk fortfarande där, och de hävdar att om de åker dit kommer de inte att tillåtas att lämna platsen igen. De kom till området runt Banda senare än ligbifolket, vilka enligt Stahl kom dit under tidigt 1600-tal, då från Begho.
Många nafana är tvåspråkiga och talar även twi som är regionens lingua franca. 
Enligt Roger Blench är nafaanra andraspråk för de omkring 70 talarna av dompo som bor i närheten av Banda. Dompo troddes vara utdött tills fältarbete av Blench 1998 bevisade motsatsen.

### Språkindelning
Den förste lingvist som nämnde nafaanra var Delafosse 1904, och han kallade språket för ett senufospråk. Westermann förde nafaanra till senufospråken när han indelade de västafrikanska språken. Westermann baserade uppenbarligen sin indelning på den ordlista som fanns i Rapp. Bendor-Samuel som analyserat senufospråken baserat på de listor som fanns i Swadesh et. al. (1966). 
Var inom senufospråken som nafaanra skall placeras in är dock mindre klart. Bendor-Samuel anger att nafaanra har 60% rotbesläktade swadeshlisteord gemensamt med 'tenere' (en västlig Senari-dialekt), 59% med 'central senari' (den senari-dialekt som talas runt Korhogo) och 43% med språken deg kabre och dogon som faller utanför senufospråken. Dessa relativt låga procenttal runt 60% tyder på ett relativt avlägset släktskap. På samma sätt har Mensah och Tchagbale fastställt en 38% grad av förståeligehet mellan nafaanra och 'tyebaara' (senari) och av detta dragit slutsatsen att nafaanra enbart är avlägset släkt med denna dialekt. Nafaanra har också hypotetiskt länkats till palaka (kpalaga) samt även med sydliga tagwana-djimini-språk (Mills 1984). De komparativa studierna är ännu inte entydiga.

## Fonologi
Stavelsen i nafaanra består av en vokal och maximalt tre konsonanter. En nasal konsonant kan utgöra en egen stavelse, en så kallad syllabisk nasal. Den basala stavelsestrukturen kan schematiseras som: (K1)(K2)V(K3). Språket föredrar KV and KVV. Den första konsonantpositionen kan fyllas av alla konsonanter förutom /r/. I den andra konsonantpositionen kan enbart tremulanter (/r/) eller approximanter (/w, l, j/) förekomma. I den tredje konsonantpositionen kan enbart nasaler (/m n ɲ ŋ/) förekomma, och i så fall är hela stavelsen nasalerad.

### Vokaler
Jordan  listar sju orala och fem nasalerade vokaler. Som i många andra västafrikanska språk anges nasalisering av vokalen i skrift genom att bokstaven {n} skrivs efter vokalen. Vokaler kan vara långa eller korta. Vokalsystemet som helhet påminner mycket om vokalsystemen i andra senufospråk. Antalet orala och nasalerade vokaler i nafaanra är det samma som i de två nordliga senufospråken supyire och mamara.
| Jordan 1980 | Främre | Central | Bakre |
| ----------- | ------ | ------- | ----- |
| Sluten      | i • ĩ  |         | u • ũ |
| Halvsluten  | e      |         | o     |
| Halvöppen   | ɛ • ɛ̃  |         | ɔ • ɔ̃ |
| Öppen       |        | a • ã   |       |

### Konsonanter
I tabellen nedan anges ortografiska symboler (skriftsymboler) inom klamrar {} när de skiljer sig från IPA-symbolerna. Märk särskilt det i afrikanska skriftspråk spridda bruket av ‘j’ för IPA [ɟ] och ‘y’ för IPA [j].
| Jordan 1980:NAF 5 | bilabial | labio- dental | alveolar | palatal      | velar | labio- velar | glottal |
| ----------------- | -------- | ------------- | -------- | ------------ | ----- | ------------ | ------- |
| klusil            | p b      |               | t d      | c {ch} ɟ {j} | k g   | k͡p g͡b        |         |
| frikativa         |          | f v           | s z      | ç {sh}       |       |              | h       |
| nasal             | m        |               | n        | ɲ {ny}       | ŋ     | ŋ͡m           |         |
| tremulant         |          |               | r        |              |       |              |         |
| approximant       |          | w             | l        | j {y}        |       |              |         |

Konsonantsystemet i nafaanra är ganska likt det i andra senufospråk. I nafaanra finns det bara en belagd tonlös palatal frikativa /ç/. Här kan språket sägas ha en mellanposition mellan de nordliga senufospråken (mamara, supyire) där denna tonlösa palatala frikativa står i kontrast med en tonande palatal frikativa /ʝ/ och de centrala och sydliga senufospråken (till exempel karaboro, senari, djimini) som helt saknar palatala frikativor.  I nafaanra finne en enda glottal konsonant - h. Många andra senufospråk har också en enda glottal konsonant, men i viss språk (till exempel supyire, senari och karaboro) realiseras denns som en glottal klusil /ʔ/ och i andra som i nafaanra som en glottal frikativa - /h/ (till exempel mamara).

### Toner
Som övriga senufospråk har nafaanra tre kontrastiva ordtoner: hög, mid och låg. Ton markeras vanligen inte i skriftspråket. De exempel som ges av Jordan   är:
- kúfɔ̀ ‘jams’ (hög-låg)
- dama ‘två pesewas (mynt)’ (mid)
- màŋà ‘rep’ (låg)

Jordan nämner kort att mid-tonen ibland är stigande, något som eventuellt kan vara en motsvarighet till de två olika mid-toner som vissa andra senufospråk (till exempel sucite och supyire) har.
Jordan säger också att den höga tonen ibland undergår downstep (ett tonsandhi-fenomen som innebär att en hög ton realiseras som lägre än en därpå följande hög ton), och att även det motsatta fenomenet upstep förekommer.

## Grammatik
Nafaanra som andra senufospråk uppvisar det för niger-kongo-språken så typiska systemet med substantivklasser. Med hjälp av suffix på substantiv anges dessas tillhörighet till en av de fem förekommande substantivklasserna. Pronomen, adjektiv och kopula böjs efter substantivklassen hos det substantiv de refererar till. Ingen förekommande källa beskriver i detalj systemet i nafaanra, men av en kort ordlista (Jordan 1980) kan man dra slutsatsen att nafaanra har ett system av substantivklasser i samma stil som övriga senufospråk.
Den grundläggande ordföljden i nafaanra är subjekt - objekt - verb, som exemplifieras av följande mening:
| bibilɛ            | ná           | pé     | nya  |
| pojkar            | DÅTID        | dem    | se   |
| SUBJEKT           | VERBPARTIKEL | OBJEKT | VERB |
| Pojkarna såg dem. |              |        |      |

### Personliga pronomen
Jordan listar följande pronomina. Pronominalsystemet ser tämligen enkelt ut, men kompliceras av att tempus anges genom en kombination av ett pronomen och en partikel.
| Jordan 1980 | Singular | Plural |
| ----------- | -------- | ------ |
| 1:a person  | ni       | o      |
| 2:a person  | mu       | e      |
| 3:e person  | u        | pe     |

### Tempus och aspekt
Tempus och aspekt anges i nafaanra vanligen med framförställda verbpartiklar och med hjälp av själva verbformen. I nafaanra finns tempusen dåtid, näraliggande dåtid och framtid samt pågående aspekt'
I en enkel mening kan konstituenternas ordning schematiskt beskrivas så här:  SUBJEKT • (NEGATION) • (TEMPUS) • (ASPEKT) • VERB . 
Utöver detta används även vissa tidsadverb och hjälpverb för att uttrycka tempus och aspekt. 
Dåtid anges med hjälp av den framförställda verbpartikeln ná (hög ton, till skillnad från den partikel som uttrycker pågående aspekt och som är i låg ton). Framtid anges med hjälp av partikeln wè. Enkla meningar utan en framförställd verbpartikel tolkas som näraliggande dåtid. Om aspektpartikel saknas, tolkas meningen vanligen som avslutad.
(Exempelmeningar baserade på Jordan 1978:85-87.)
| kòfí               | ná          | sɛ́          | DÅTID (fil)        |
| Kofi               | DÅTID       | gå-AVSLUTAT | DÅTID (fil)        |
| Kofi gick          |             |             | DÅTID (fil)        |
| kòfí               | wè          | sɛ́          | FRAMTID            |
| Kofi               | FRAMTID     | gå-AVSLUTAT | FRAMTID            |
| Kofi kommer att gå |             |             | FRAMTID            |
| kòfí               |             | sɛ́          | NÄRALIGGANDE DÅTID |
| Kofi               | <omarkerat> | gå-AVSLUTAT | NÄRALIGGANDE DÅTID |
| Kofi gick precis   |             |             | NÄRALIGGANDE DÅTID |

Pågående (eller progressiv) aspekt anger att en handling håller på att utföras eller att den utförs upprepade gånger. Pågående aspekt markeras vanligen genom en framförställd verbpartikel nà (låg ton) i kombination med en förändring av verbets form. Verbet sɛ́ ‘gå’ som används i meningarna nedan har i pågående aspekt formen síé. 
I meningar där både dåtidspartikeln ná och pågåendepartikeln nà används, sammansmälter dessa till náà. I meningar med näraliggande dåtid utelämnas den framförställda verbpartikeln, och pågående aspekt visas enbart genom verbets form.
| kòfí                             | náà              | síé         | PÅGÅENDE + DÅTID              |
| Kofi                             | DÅTID+PÅGÅENDE   | gå-PÅGÅENDE | PÅGÅENDE + DÅTID              |
| Kofi höll på att gå              |                  |             | PÅGÅENDE + DÅTID              |
| kòfí                             | wè nà            | síé         | PÅGÅENDE + FRAMTID            |
| Kofi                             | FRAMTID+PÅGÅENDE | gå-PÅGÅENDE | PÅGÅENDE + FRAMTID            |
| Kofi kommer att gå (vara gående) |                  |             | PÅGÅENDE + FRAMTID            |
| kòfí                             |                  | síé         | PÅGÅENDE + NÄRALIGGANDE DÅTID |
| Kofi                             | <omarkerad>      | gå-PÅGÅENDE | PÅGÅENDE + NÄRALIGGANDE DÅTID |
| Kofi håller på att gå            |                  |             | PÅGÅENDE + NÄRALIGGANDE DÅTID |

Två verbklasser kan urskiljas baserat på hur de uppför sig i meningar med utsatt aspekt. Den ena klassen har två skilda verbformer betingade av aspekt, som i exemplen ovan. Den andra klassen använder samma verbform för båda aspekterna. För meningar i näraliggande dåtid innebär det tvetydighet, då dessa heller inte använder sig av aspektpartikeln. Därför kan meningen kòfí blú (kòfí blú (fil)) tolkas på två sätt:
| kòfí                     | blú            | PÅGÅENDE + NÄRALIGGANDE DÅTID |
| Kofi                     | simma-PÅGÅENDE | PÅGÅENDE + NÄRALIGGANDE DÅTID |
| Kofi håller på att simma |                | PÅGÅENDE + NÄRALIGGANDE DÅTID |
| kòfí                     | blú            | NÄRALIGGANDE DÅTID            |
| Kofi                     | simma-PÅGÅENDE | NÄRALIGGANDE DÅTID            |
| Kofi simmade precis      |                | NÄRALIGGANDE DÅTID            |

De preverbala partiklarna sammansmälter gärna med pronominella subjekt. Så sammansmälter till exempel ná ‘DÅTID’ med pé ‘de’ till prá sɛ́ (de-DÅTID gå-AVSLUTAT) ‘de gick’ och wè ‘FRAMTID’ sammansmälter med pé till píè sɛ́ (de-FRAMTID gå-AVSLUTAT) ‘de kommer att gå’. 
När det negativa suffixet -n fogas till subjektet sammansmälter inte de verbpartiklarna med detta.

### Frågesatser
Frågor kan bildas på flera olika sätt i nafaanra. Enkla ja/nej-frågor bildas genom att den satsfinala frågepartikeln rá fogas till meningen. Frågeordsfrågor (ofta kallade wh-frågor, då de relevanta frågeorden på engelska vanligen inleds med wh: who, what, which och så vidare) har dubbel markering. Dels börjar meningen med ett frågeord, dels avslutas den med frågepartikeln hin. 
(Exempel baserade på Jordan 1980:NAF4.)
| ja/nej-fråga    | ja/nej-fråga | ja/nej-fråga  |
| --------------- | ------------ | ------------- |
| u               | pan          | rá            |
| han             | komma        | FRÅGEPARTIKEL |
| Har han kommit? |              |               |

| frågeordsfråga | frågeordsfråga | frågeordsfråga | frågeordsfråga |
| -------------- | -------------- | -------------- | -------------- |
| ŋgi            | wra            | nya            | hin            |
| vad            | han-DÅTID      | se             | FRÅGEPARTIKEL  |
| Vad såg han?   | Vad såg han?   | Vad såg han?   | lyssna (fil)   |

### Räkneord
Kardinaltalen i nafaanra listades i Jordan (1980:D.1.4) utan tonmarkering. Listan ges nedan kompletterad med tonmarkering från listan i Rapp (1933:66-67) när så har kunnat ske. Några motsvarigheter i supyire ges enligt (Carlson 1994:169). 
Observera att sex till nio bildas genom att ett till fyra fogas till siffran 5 kɔɔ med hjälp av konjunktionen na.
| Siffra | Nafaanra           | Supyire        | Kommentarer                              |
| ------ | ------------------ | -------------- | ---------------------------------------- |
| 1      | núnu               | nìŋkìn         |                                          |
| 2      | shíín              | shùùnnì        |                                          |
| 3      | táárɛ̀              | tàànrè         | Jämför mpre: eta (Rapp 1933)             |
| 4      | jíjirɛ̀             | sìcyɛ̀ɛ̀rè       |                                          |
| 5      | kúnɔ               | kaŋkuro        |                                          |
| 6      | kɔ́ɔ̀-ná-nù          | baa-nì         | < 5 + 1                                  |
| 7      | kɔ́ɔ̀-na-shin        | baa-shùùnnì    | < 5 + 2                                  |
| 8      | kɔ́ɔ̀-ná-tárɛ̀        | baa-tàànrè     | < 5 + 3                                  |
| 9      | kɔ́ɔ̀-ná-jirɛ        | baa-rìcyɛ̀ɛ̀rè   | < 5 + 4                                  |
| 10     | kɛ́                 | kɛ             |                                          |
| 20     | fúlo               | benjaaga       |                                          |
| 30     | fúlo na kɛ         | benjaaga na kɛ | < 20 + 10                                |
| 40     | fúloe shiin        |                | < 20 x 2                                 |
| 50     | fúloe shiin na kɛ  |                | < 20 x 2 + 10, Rapp féleshen-ná-kɛ       |
| 60     | fuloe taarɛ        |                | < 20 x 3, men jämför Rapp félèko-a-ná-nò |
| 70     | fuloe taarɛ na kɛ  |                | < 20 x 3 + 10, Rapp féleko-náshèn        |
| 80     | fuloe jijirɛ       |                | < 20 x 4, Rapp féleko-ná-tàrɛ            |
| 90     | fuloe jijirɛ na kɛ |                | < 20 x 4 + 10, Rapp félèko-ná-nyèrɛ      |
| 100    | lafaa              |                | mpre: ke-lafa (Rapp 1933)                |
| 200    | lafɛɛ shiin        |                |                                          |
| 400    | lafɛɛ jijirɛ       |                |                                          |
| 1000   | kagbenge nunu      |                | Rapp láfâ-kɛĭ (< 100 x 10) eller káboŋge |
| 2000   | kagbenge shiin     |                |                                          |

11-19 bildas genom att lägga till 1-9 till 10 med hjälp av konjunktionen mbɔ, till exempel kɛmbɔnunu ‘elva’, kɛmbɔkunɔ ‘femton’.

## Exempelmeningar
| mùùrà                                                      | kà            | ní                | čàà            | mè       | gbú   | mè            | é       | nyìè tɛ́ɛ́ | mè      | kí  | lóó  | (fil) |
| berättelse                                                 | något         | jag               | vill           | och-FUT  | slå   | och-FUT       | ditt    | öra      | och-FUT | det | höra | (fil) |
| Jag vill berätta en berättelse för dig.                    |               |                   |                |          |       |               |         |          |         |     |      |       |
| yɛ́ngè                                                      | nà            | kòmó              | ǹdrá           | (fil)    |       |               |         |          |         |     |      |       |
| sant                                                       | den där       | hyena             | gömma-AVSLUTAT | (fil)    |       |               |         |          |         |     |      |       |
| Det är sant att hyenan gömde sig.                          |               |                   |                |          |       |               |         |          |         |     |      |       |
| ké                                                         | bĺè           | kà                | kpáhù          | wá       |       |               |         |          |         |     |      |       |
| den                                                        | dag           | någon             | groda          | inte-där |       |               |         |          |         |     |      |       |
| På en viss dag var inte grodan här.                        |               |                   |                |          |       |               |         |          |         |     |      |       |
| ẃrè                                                        | ǹnà           | pè                | kúú            |          |       |               |         |          |         |     |      |       |
| han                                                        | inte-PÅGÅENDE | dem               | döda-PÅGÅENDE  |          |       |               |         |          |         |     |      |       |
| Han höll inte på att döda dem.                             |               |                   |                |          |       |               |         |          |         |     |      |       |
| ná                                                         | múúrò         | ḿnà               | kàà            | mà       | ná    | yo            | mà      |          |         |     |      |       |
| om                                                         | fisk          | du-DÅTID-PÅGÅENDE | tugga-PÅGÅENDE | du-inte  | DÅTID | säga-AVSLUTAT | det där |          |         |     |      |       |
| Om du hade hållit på att äta fisk skulle du inte sagt det. |               |                   |                |          |       |               |         |          |         |     |      |       |

Källa: Jordan (1978:88-90)